# Georg Stauth
Georg Stauth (* 28. August 1942 in Otterberg) ist ein deutscher Islamwissenschaftler und Soziologe. Er gilt als einer der Begründer der modernen Soziologie des Islams. In seinen Arbeiten verbindet er soziologische Studien, insbesondere zu Max Weber, Friedrich Nietzsche und Michel Foucault, mit einer empirischen und historischen Islamwissenschaft.

## Biographie
1962 legte Stauth an der Lichtenbergschule – Gymnasium für Jungen – in Darmstadt sein Abitur ab. Er studierte zunächst Orientalistik, Anglistik und Philosophie an der Johann Wolfgang Goethe-Universität in Frankfurt (bis 1965) und promovierte (1969) in den Fächern Islamwissenschaft, Soziologie und Philosophie an der Justus-Liebig-Universität Gießen. Danach trat er seine erste akademische Anstellung als DAAD-Lektor an der Universität Alexandria in Ägypten an. Nach Stationen als Referent für Lehre und Bildungsreform im Rektorat der Ruhr-Universität Bochum und in der Hochschulabteilung des Europarats in Strasbourg, begann er 1974 an der Fakultät für Soziologie der Universität Bielefeld im Schwerpunkt Entwicklungssoziologie zu lehren. Dort leitete er über lange Jahre hinweg die Nah-Ost-Abteilung des Forschungsschwerpunkts für Entwicklungssoziologie. Er nahm Professuren, Gastprofessuren, Research und Teaching Fellowships u. a. an folgenden Universitäten wahr: Ägypten: Ain Shams Universität (1977/78; 2010), Kairo-Universität (1981); Durham University, England (1983); Flinders University, Adelaide, Australien (1985); Middle East Centre, St Antony’s College, Oxford (1988–1990); National University of Singapore (1990–1992). Stauth habilitierte sich 1988 in Bielefeld mit einer Schrift  „Islam und westlicher Rationalismus“. Von 1992 an, mit einer Unterbrechung an der Deakin University (Melbourne/Geelong) Australien (1995/6), lehrte er wieder in Bielefeld. Er übernahm darüber hinaus die Leitung eines Forschungsprojekts über kulturellen Wandel in Ägypten (2000–2007) am Sonderforschungsbereich „Kultureller Wandel“ der Gutenberg-Universität und einer internationalen Studiengruppe zu „Islam und Moderne“ am Kulturwissenschaftlichen Institut in Essen von 2003 bis 2006). 
Er ist Mitglied des Advisory Board der Zeitschrift „Theory, Culture and Society“ (Sage) und begründete das „Yearbook of the Sociology of Islam“ (LIT-Verlag; Transcript-Verlag), für das er als Mitherausgeber fungierte.

## Forschungsschwerpunkte
Die Schwerpunkte Stauths sind fachübergreifend. Sie reichen von der Soziologie und Islamwissenschaft bis zur Ethnologie, zur Religionswissenschaft und Philosophie. Er befasste sich in umfangreichen Feldforschungen mit dem Verhältnis von Bauern und Staat, mit ländlicher Arbeitsmigration, mit struktureller und kultureller Modernisierung z. B. in Ägypten oder der Türkei, später mit der Soziologie des Islam, mit Theorie der Moderne, mit dem Einfluss Friedrich Nietzsches im Werk Max Webers, mit Ludwig Klages und mit der Frankfurter Schule, mit Karl Jaspers, mit dem Thema: Michel Foucault und Islam. Darüber hinaus widmete er sich dem westlichen Orientalismus, so jüngst mit dem verfolgungsbedingten Exil des konservativen Frankfurter Orientalisten Hellmut Ritter in der Türkei. Letzte Feldforschungen führten Stauth ins Nildelta zu ägyptischen heiligen Orten.

## Publikationen (Auswahl)
- Die Fellachen im Nildelta. Steiner, Wiesbaden 1984
- Nietzsche’s Dance. (co-authored) Blackwell, Oxford 1988
- Islam und westlicher Rationalismus. Campus, Frankfurt 1994
- Authentizität und kulturelle Globalisierung. Transcript, Bielefeld 1999
- Politics and Cultures of Islamization in Southeast Asia. Transcript, Bielefeld 2002
- Ägyptische heilige Orte, Bd. I-III. Transcript, Bielefeld 2005–2010
- Herausforderung Ägypten. Transcript, Bielefeld 2010
- Schockwellen Tahrir. Vantage Point World, Bad König 2011

## Notizen
1. ↑  "Istanbul". Geistige Wanderungen aus der "Welt in Scherben". ISBN 3899424743

| Personendaten    | Personendaten                                                 |
| ---------------- | ------------------------------------------------------------- |
| NAME             | Stauth, Georg                                                 |
| KURZBESCHREIBUNG | deutscher Islamwissenschaftler, Soziologe und Hochschullehrer |
| GEBURTSDATUM     | 28. August 1942                                               |
| GEBURTSORT       | Otterberg                                                     |